# Emil Stang den äldre
Emil Stang, född den 14 juni 1834 i Kristiania, död där den 4 juli 1912, var en norsk jurist och statsman.
Han var son till Frederik Stang samt far till Fredrik och Emil Stang.

## Biografi
Stang blev juris kandidat 1858, høyesterettsadvokat 1862-89, samtidigt medlem av flera kommittéer och 1877-89 ledamot av Kristiania stadsstyrelse. Stang framträdde som den födde ledaren av sitt parti, högern, först sedan hans far dragit sig tillbaka. Han valdes till Kristianias förste stortingsrepresentant 1883 och återvaldes för perioderna 1886-94. I stortinget blev Stang genom sin vältalighet och slagfärdighet genast bemärkt. Hans första stora uppgift efter nederlaget för faderns politik, beseglat genom riksrättsdomarna 1884, var att ombilda högern till ett praktiskt arbetande parti genom att ta parlamentarismen i sin tjänst. 
Stang var den förste norske oppositionsledare, som störtade en regering genom att väcka förslag om misstroendevotum, och sedan han bildat ministär och suttit som statsminister sedan den 12 juli 1889, tog han avsked den 6 mars 1891, den förste högerminister, som avgick på grund av en dagorder i stortinget. Stang var en målmedveten realpolitiker, som föresatte sig positiva, genomförliga uppgifter, och han blev den skickligaste utbildaren av det nya statsskick, som hans motståndare infört efter en mångårig strid mot hans fader och den gamla högern. 
Stang reformerade sitt parti även till det inre, gav det nya mål och lämpade dess politik efter tidens krav. Trots att han var en varm vän av unionen med Sverige, vilken han en gång sade sig vilja försvara "till sista blodsdroppen", emedan han i den såg tryggheten mot gemensamma yttre faror, lade han grunden till den högerpolitik, vars slutresultat blev den nationella samlingen 1905, då han den 2 maj 1893 trätt i spetsen för en konservativ regering och som dess program angav hävdandet av Norges fulla jämställdhet med Sverige i unionen genom att inleda nya underhandlingar med Sverige "på fri grundval". 
När valen 1894 inte desto mindre gick honom emot, inlämnade ministären den 31 januari 1895 sin avskedsansökan, vilken likväl beviljades först efter långvariga förhandlingar den 14 oktober samma år, då den Hagerup-Gramska koalitionsministären bildades och upptog de av Stang förberedda unionella förhandlingarna. 1898-1900 representerade Stang Fredrikshald i stortinget, men undanbad sig omval 1900. Under perioden 1880-99 var han omväxlande statsminister och ordförande i högerns centralstyrelse och var hela tiden partiets erkände ledare. 
År 1895 hade han utnämnts till lagman i Borgarting och Agder och var 1901-04 høyesterettsassessor. Vid hans död yttrades i stortinget, att Stang var en sällsynt politisk begåvning med stora kunskaper, vidsträckt bildning, mycket skarpsinne och en förmåga som få att deltaga och fördjupa sig i arbetet samt fördomsfri i att bedöma motståndarnas bevekelsegrunder.